# والا والا ایست (واشینگتن)
والا والا ایست (به انگلیسی: Walla Walla East) یک منطقهٔ مسکونی در ایالات متحده آمریکا است که در شهرستان والا والا، واشینگتن واقع شده‌است. والا والا ایست ۴٫۴ کیلومتر مربع مساحت و ۱٬۶۷۲ نفر جمعیت دارد.